# 유엔 사무총장
유엔 사무총장, 또는 국제 연합 사무총장(國際聯合事務總長, 영어: Secretary-General of the United Nations, 약칭 UNSG 또는 SG)은 유엔의 주요 기관 가운데 하나인 유엔 사무국의 수장이다.

## 개요
사무총장이 지닌 권한은 다음과 같다. 일단 총회가 정한 규칙에 따라 1만 6천여 명의 사무국 직원을 임명할 수 있다. 산하 기관까지 포함되면 총 4만 명에 대한 인사권을 손에 쥐고 있는 셈이다. 또 유엔 사무총장은 유엔 내 모든 기관과 협의하며 권고할 수 있는 권한과 국제 분쟁 예방을 위한 조정과 중재 업무도 맡고 있다.
또 유엔 사무총장은 국제 사회에서 국가 원수 내지는 행정수반에 준하는 예우를 받게 된다. 이 같은 예우는 전 세계 모든 국가가 유엔을 하나의 국가와 같은 수준으로 보기 때문에 가능한 일이다. 별도 보안 검색 없이 각국의 공항을 자유롭게 드나들며 외국을 방문할 수 있는 외교관 이상의 면책 특권이 부여된 것도 바로 그 때문이다.
유엔 사무총장의 공식 연봉은 22만 7천 54달러(약 2억 원)이다. 1997년 이래 한 번도 인상된 적이 없으나, 정해진 금액 이외에 개인 활동을 위한 판공비와 경호 비용 등 추가로 지급되는 돈이 많아 실제로는 이보다 더 높은 3억 원 가량이 될 것으로 추정된다.
1945년 유엔의 출범 이후 지금까지 사무총장을 지낸 인물은 안토니우 구테흐스 현 사무총장을 포함해 모두 9명이다. 그 가운데 단임에 그친 사람은 이집트 출신의 부트로스 부트로스 갈리가 유일하고, 그밖에 역대 6명의 총장이 총장직을 한 차례씩 연임한 바 있다. 유엔 헌장에는 사무총장의 임기가 명기되어 있지 않으며, 초대 사무총장의 임기를 5년으로 정하기로 한 1946년 1월 24일 총회 결의 이후 5년 임기제가 유지되어 오고 있다.
유엔 사무총장은 뉴욕 맨해튼 중심지에 위치한 유엔 본부 내 사무총장 집무실에서 1년에 단 1달러의 임대료를 내고 근무한다.

## 총장 선출
유엔 사무총장은 유엔 안전 보장 이사회의 5개 상임이사국(러시아·미국·영국·중국·프랑스)과 10개 비(非)상임이사국을 포함한 15개국 가운데 5개 상임이사국 모두를 포함해 9개국 이상의 지지를 받은 후보를 총회가 추인하는 절차를 거쳐 확정된다. 사무총장은 지역 순환 원칙이 암묵적으로 적용되고 있다.

## 역대 총장

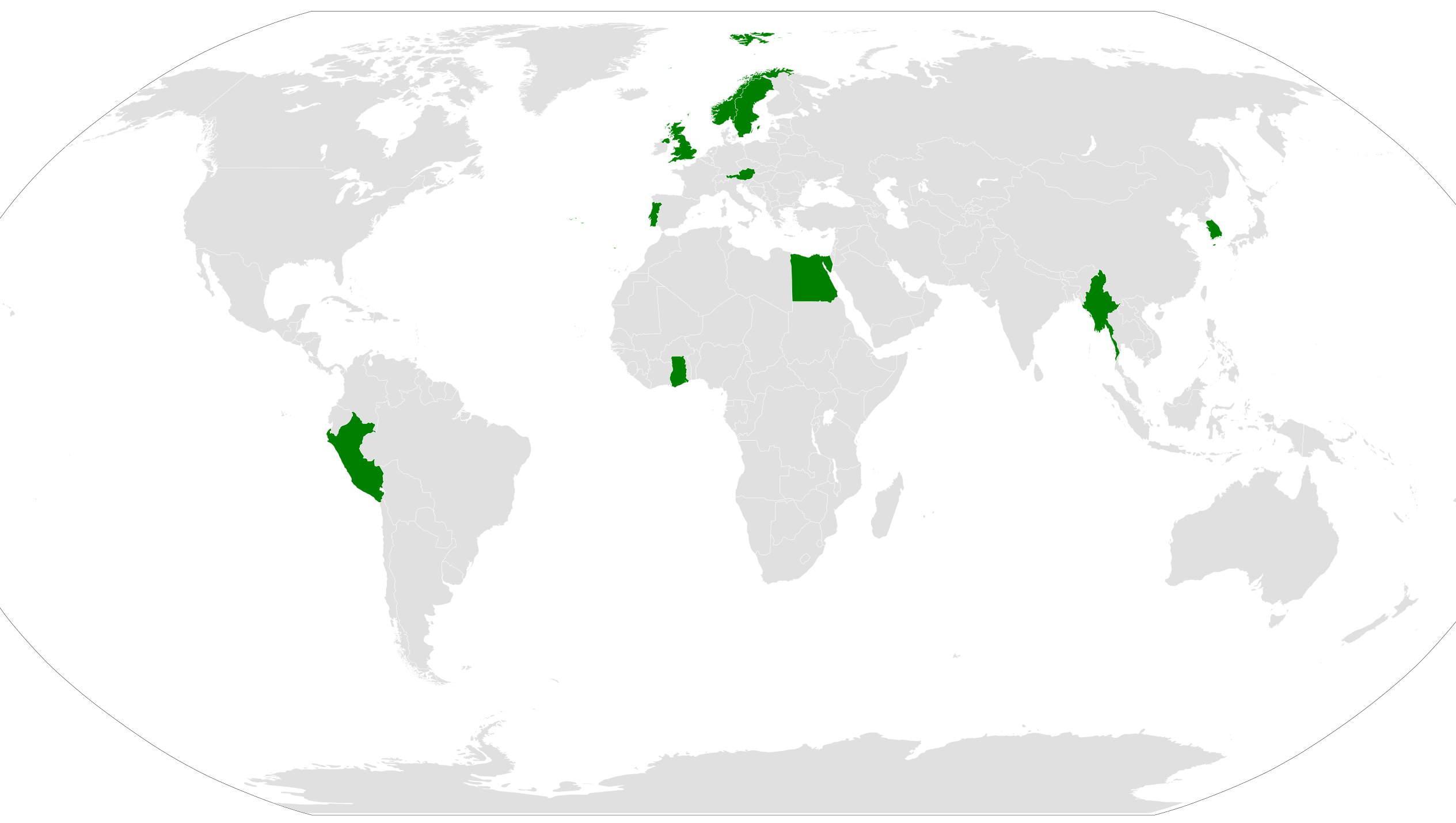
사무총장 출신국가

| 대 | 사진 | 이름                                                  | 임기                                | 출신 국가  | UN 지역그룹               | 선출 당시 직위               | 임기 종료 사유                           | 비고  |
| -- | ---- | ----------------------------------------------------- | ----------------------------------- | ---------- | ------------------------- | ---------------------------- | ---------------------------------------- | ----- |
| –  |      | 글래드윈 젭 Gladwyn Jebb                              | 1945년 10월 24일 – 1946년 2월 1일   | 영국       | 서유럽 그리고 기타        |                              | 사무총장 직무대리                        | [ 1 ] |
| 1  |      | 트뤼그베 리 Trygve Lie                                | 1946년 2월 2일 – 1952년 11월 10일   | 노르웨이   | 북유럽 그리고 기타        | 외무장관                     | 사직                                     | [ 2 ] |
| 2  |      | 다그 함마르셸드 Dag Hammarskjöld                      | 1953년 4월 10일 – 1961년 9월 18일   | 스웨덴     | 북유럽 그리고 기타        | 유럽경제공동체집행위부위원장 | 1961년 은돌라 UN DC-6 추락 사건으로 사망 | [ 3 ] |
| 3  |      | 우 딴 U Thant                                         | 1961년 11월 30일 – 1971년 12월 31일 | 버마       | 아시아-태평양             | 주유엔 대사                  | 2번째 임기 종료 후 은퇴                  | [ 4 ] |
| 4  |      | 쿠르트 발트하임 Kurt Waldheim                         | 1972년 1월 1일 – 1981년 12월 31일   | 오스트리아 | 서유럽 그리고 기타        | 외무장관                     | 중국이 3번째 임기 거부권 행사            | [ 5 ] |
| 5  |      | 하비에르 페레스 데 케야르 Javier Pérez de Cuéllar     | 1982년 1월 1일 – 1991년 12월 31일   | 페루       | 라틴 아메리카 및 카리브해 | 유엔 사무차장                | 3번째 임기 사절                          | [ 6 ] |
| 6  |      | 부트로스 부트로스갈리 Boutros Boutros-Ghali           | 1992년 1월 1일 – 1996년 12월 31일   | 이집트     | 아프리카                  | 외무장관                     | 미국이 2번째 임기 거부권 행사            | [ 7 ] |
| 7  |      | 코피 아난 Kofi Annan                                  | 1997년 1월 1일 – 2006년 12월 31일   | 가나       | 아프리카                  | PKO 사무차장                 | 2번째 임기 종료 후 은퇴                  | [ 8 ] |
| 8  |      | 반기문 Ban Ki-moon                                    | 2007년 1월 1일 – 2016년 12월 31일   | 대한민국   | 아시아-태평양             | 외교통상부 장관              | 2번째 임기 종료 후 은퇴                  | [ 9 ] |
| 9  |      | 안토니우 구테흐스 António Manuel de Oliveira Guterres | 2017년 1월 1일 – 2026년 12월 31일   | 포르투갈   | 서유럽 그리고 기타        |                              |                                          |       |

## 같이 보기
- 유엔 체계
- 유엔 사무국
- 국제 연맹
- 대통령제

### 내용주
1. ↑  유럽 지역 5번째 선출

### 참조주
1. ↑  Stout, David (1996년 10월 26일). “Lord Gladwyn Is Dead at 96; Briton Helped Found the UN”. NY Times. 2008년 10월 31일에 확인함.
2. ↑  The United Nations: Trygve Haldvan Lie (Norway).  Accessed 13 December 2006.
3. ↑  The United Nations: Dag Hammarskjöld (Sweden).  Accessed 13 December 2006.
4. ↑  United Nations: U Thant (Myanmar).  Accessed 13 December 2006.
5. ↑  The United Nations: Kurt Waldheim (Austria).  Accessed 13 December 2006.
6. ↑  The United Nations: Javier Pérez de Cuéllar (Peru).  Accessed 13 December 2006.
7. ↑  The United Nations: Boutros Boutros-Ghali (Egypt).  Accessed 13 December 2006.
8. ↑  The United Nations: The Biography of Kofi A. Annan.  Accessed 13 December 2006.
9. ↑  “Ban Ki-moon is sworn in as next Secretary-General of the United Nations”. United Nations.